# Palmer Memorial Institute
L'Alice Freeman Palmer Memorial Institute, più noto come Palmer Memorial Institute, era una scuola per afroamericani di classe superiore. La scuola era stata fondata nel 1902 dalla dottoressa Charlotte Hawkins Brown a Sedalia, Carolina del Nord, vicino a Greensboro. L'istituto prese il nome da Alice Freeman Palmer, ex presidente del Wellesley College e benefattrice della dottoressa Brown.
Prima della sua chiusura negli anni '70, divenne una scuola preparatoria pienamente accreditata e riconosciuta a livello nazionale. Più di 1.000 studenti afroamericani hanno frequentato la scuola tra il 1902 e il 1970.

## Storia
Il Bennett College acquistò il campus Palmer, ma nel 1980 vendette 40 acri (160 000 m²) del campus principale con i principali edifici superstiti all'American Muslim Mission. I musulmani, che appartengono alla comunità che seguiva l'Imam Warith Deen Mohammed; cercarono di creare un istituto per insegnanti, ma abbandonarono questo progetto a causa delle cattive condizioni del campus.
Alla fine del 1982, Maria Cole, nipote del Dr. Brown e vedova del defunto cantante Nat King Cole, e l'amica Marie Gibbs di Greensboro iniziarono un tentativo di ottenere il riconoscimento dei contributi sociali ed educativi del Dr. Brown, in particolare per quanto riguarda il Palmer Memorial Institute. Entrambe le donne, ex studentesse del Palmer Memorial Institute, hanno sponsorizzato degli incontri tra gli ex allievi del Palmer e hanno ottenuto il sostegno per questa causa. Si sono anche incontrate con la Divisione degli Archivi e della Storia della Carolina del Nord per manifestare le loro idee.
Grazie all'assistenza del Senatore della Carolina del Nord Bill Martin, fu approvata una legge speciale nell'Assemblea Generale del 1983 che consentiva la pianificazione da parte di Archivi e Storia del primo sito storico statale afroamericano dello Stato, in memoria del Dr. Brown.
Nel novembre 1987 il memoriale fu ufficialmente inaugurato come sito storico statale.
Nel 1994 la Sezione Siti Storici ha completato una ricerca esaustiva e approfondita su Brown e l'Istituto Palmer, e ha restaurato o stabilizzato diverse altre strutture.
Il Palmer Memorial Institute Historic District è stato inserito nel National Register of Historic Places nel 1988. Il distretto comprende 16 edifici contribuenti, 2 siti contribuenti, 3 strutture contribuenti e 2 beni contribuenti. Essi comprendono la Galen Stone Hall, in stile Queen Anne, progettata da Harry Barton (1876-1937), la Charles W. Eliot Hall e la Kimball Hall, l'Alice Freeman Palmer Building (1922), il Congregational Women's Cottage e il Carrie M. Stone Cottage progettati da Charles C. Hartmann, la Rev. John Brice House (c. 1926), la Bethany United Church of Christ (1870, c. 1925, c. 1975) e la Robert B. Andrew Farm e l'Ufficio postale.

## Charlotte Hawkins Brown Museum

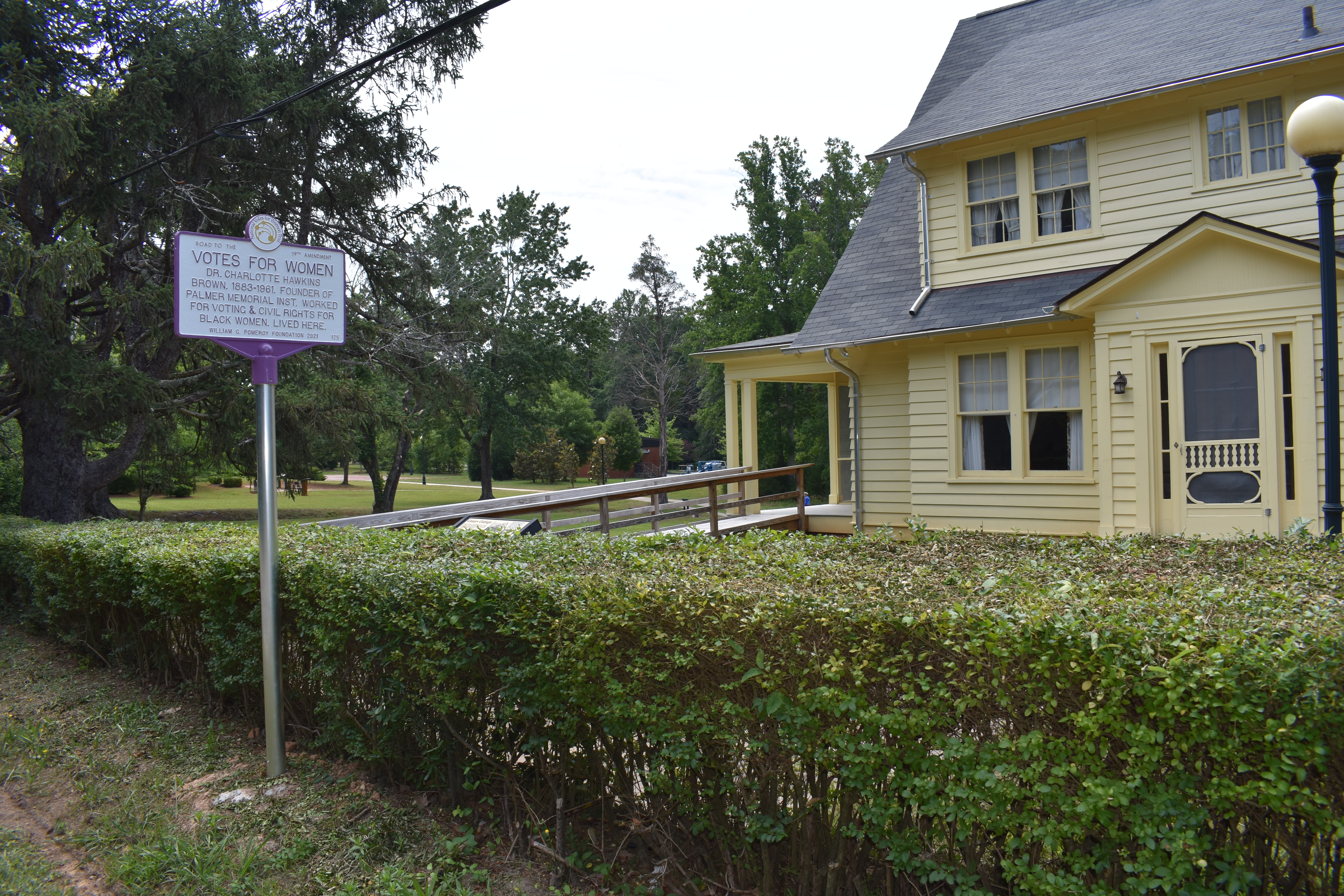
Il “Canary Cottage”, ovvero il Charlotte Hawkins Brown Museum.

Gli edifici restaurati del campus del Palmer Memorial Institute sono oggi il Charlotte Hawkins Brown Museum, che appartiene al Dipartimento delle Risorse Naturali e Culturali della Carolina del Nord e collega la dottoressa Brown e il Palmer Memorial Institute ai temi più ampi delle donne afroamericane, dell'istruzione e della storia sociale, con un accento sui contributi dei cittadini afroamericani all'istruzione nella Carolina del Nord.
Il centro visitatori del museo si trova nel Carrie M. Stone Teachers' Cottage (1948) e presenta mostre sulla dottoressa Charlotte Hawkins Brown, sull'Istituto e sull'istruzione afroamericana nella Carolina del Nord. I visitatori possono visitare la residenza della dottoressa Brown, nota come Canary Cottage, che è stata arredata in modo da riflettere gli anni '40 e '50, quando la scuola era al suo apice. Si possono visitare anche diversi dormitori, la sala da pranzo, il campanile, la sala da tè e diversi cottage degli insegnanti.

## Presidenti
- Wilhelmina Marguerita Crosson, presidentessa della scuola dal 1952 al 1966